# Pudd'nhead Wilson
Pudd'nhead Wilson er en amerikansk stumfilm fra 1916 af Frank Reicher.

## Medvirkende
- Theodore Roberts som Wilson.
- Alan Hale som Tom Driscoll.
- Thomas Meighan som Chambers.
- Florence Dagmar som Rowena Cooper.
- Jane Wolfe som Roxy.